# Южно-Африканская коммунистическая партия
Южно-Африканская коммунистическая партия (англ. South African Communist Party) — политическая партия ЮАР. Основана в 1921 году, являясь одной из старейших в мире партий с левой идеологией. Входит в альянс с Африканским национальным конгрессом (АНК) и Конгрессом южноафриканских профсоюзов.

## История
Основана 30 июля 1921 года как «Коммунистическая партия Южной Африки» (КПЮА) в результате слияния ряда марксистских групп и организаций. Во время Второй мировой войны влияние партии значительно возросло, её члены неоднократно избирались в представительные органы крупнейших городов страны.
В 1950 году, вскоре после официального провозглашения политики апартеида в ЮАС, был принят закон о борьбе с коммунизмом. Этот закон запретил КПЮА и позволял запретить любую партию, которую правительство объявило бы коммунистической. Членство в КПЮА каралось тюремным сроком до десяти лет. Автором закона был министр юстиции Ч. Р. Сварт. Партия была распущена, восстановлена в 1953 году под новым названием — Южно-Африканская коммунистическая партия (ЮАКП).
В годы борьбы с апартеидом коммунист Ронни Касрилс и генсек ЮАКП Джо Слово возглавляли вооружённое крыло АНК (Умконто ве сизве), а жена Слово Рут Фёрст была ведущим теоретиком революционной борьбы АНК. Все они были выходцами из еврейских семей, бежавших из Прибалтики от погромов.
До 1990 года ЮАКП действовала нелегально, в условиях глубочайшего подполья. В феврале 1990 года незадолго до того ставший государственным президентом ЮАР Фредерик де Клерк объявил о снятии запрета на деятельность АНК, Панафриканского конгресса и ЮАКП. 2 мая 1990 года состоялась встреча лидеров АНК и ЮАКП с правительством ЮАР, на которой было достигнуто соглашение о проведении амнистии и последующей реабилитации политзаключённых. Популярный коммунистический лидер Крис Хани, возглавивший партию в 1991 году, был убит в 1993 году ультраправым польским эмигрантом.
ЮАКП продолжает входить в правящий Южной Африкой трёхсторонний союз, при этом её члены участвуют в выборах по списках АНК на основе принципов энтризма. Нынешний генеральный секретарь партии (он же и министр транспорта), Блейд Нзиманде, уже входил в состав правительства ЮАР, возглавляя министерство высшего образования. В некоторых муниципалитетах выступает отдельно.

## Партийные лидеры
Генеральные секретари партии:
- Уильям Генри Эндрюс (1921—1925)
- Джимми Шиелдс (1925—1927)
- Дуглас Уолтон (1928—1929)
- Альберт Нзула (1929—1933)
- Лазарь Бах (1933—1935)
- Эдвин Тхабо Мофутсаньяна (1935—1938)
- Мозес Котане (1939—1978)
- Мозес Мабида (1978—1984)
- Джо Слово (1984—1991)
- Крис Хани (1991—1993)
- Чарльз Нгакула (1993—1998)
- Блейд Нзиманде (с 1998)

Председатели партии:
- Уильям Генри Эндрюс (1938—1949)
- (1949—1962)
- Джон Бивер Маркс (1962—1972)
- Юсуф Мохамед Даду (1972—1983)
- Джо Слово (1984—1986)
- Дэниэл Тлуме (1986—1991)
- Джо Слово (1991—1995)
- Чарльз Нгакула (1995—)
- Гведе Манташе (—2012)